# Roberto Maranta
Roberto Maranta, latinizzato come Robertus Maranta Venusinus (Tramonti, 1490 – Napoli, 1535 circa), è stato un giurista italiano.
Fu docente all'Università di Salerno e operò anche in Sicilia.
È stato talvolta indicato come senior per distinguerlo dal nipote omonimo, anch'esso giurista.

## Biografia
Nacque nel 1490 a Tramonti, figlio di Pietro Maranta e Vittoria Bolvito. Sposò dapprima Silvia Vicedomini e poi, trasferitosi a Venosa, in seconde nozze Beatrice Monna, figlia nobile di un notaio di Molfetta, da cui ebbe quattro figli: Bartolomeo,  Lucio e Pomponio.
Si laureò in giurisprudenza all'Università di Napoli prima del 1502.
Esercitò la professione di avvocato, tra il 1507 e il 1520, alternando soggiorni a Salerno, Venosa e Molfetta.
Insegnò diritto all'Università di Salerno per molti anni, poi probabilmente in Sicilia a Palermo, infine a Napoli.
Ebbe tra i suoi studenti Vincenzo Massilla.
Scrisse vari trattati, solo uno dei quali pubblicato in vita, le Disputationes nel 1532 a Napoli.
Morì intorno al 1535 a Napoli.

## Opere
- Disputationes perutiles nonnullarum questionum et conclusionum, Napoli, G. Sultzbach, 1532.
  - Disputationes, Napoli, apud Ioannem Dominici de Gallis, 1546.
- Tractatus de ordine iudiciarum sive Speculum aureum, 1540.
  - (LA) De ordine iudiciorum, Venezia, Domenico Giglio, 1557.
- (LA) Consilia, Venezia, Andrea Peregrini, 1591.
- Singularia et iuris notabilia, 1616.